# Adam McLeish
Adam McLeish (* 7. Juni 1979 in Pointe-Claire) ist ein ehemaliger kanadisch-britischer Snowboarder.

## Werdegang
McLeish nahm im November 2000 in Tignes erstmals am Snowboard-Weltcup, wobei der 62. Platz im Riesenslalom und den 54. Platz im Snowboardcross errang. Bei den Snowboard-Weltmeisterschaften 2005 in Whistler belegte er den 39. Platz im Parallelslalom und den 38. Rang im Parallel-Riesenslalom. In der Saison 2005/06 kam er mit drei ersten Plätzen auf den dritten Platz in der Parallel-Wertung des Nor-Am-Cups. Ab der Saison 2008/09 startete er für den British Ski and Snowboard und belegte bei den Snowboard-Weltmeisterschaften 2009 in Gangwon den 45. Platz im Parallel-Riesenslalom sowie den 28. Rang im Parallelslalom. In der Saison 2009/10 erreichte er mit Platz acht im Parallel-Riesenslalom in Telluride seine einzige Top-Zehn-Platzierung im Weltcup und bei den Olympischen Winterspielen 2010 in Vancouver den 24. Platz im Parallel-Riesenslalom. In der folgenden Saison errang er mit dem 31. Platz im Parallel-Weltcup sein bestes Gesamtergebnis und bei den Snowboard-Weltmeisterschaften 2011 in La Molina den 31. Platz im Parallel-Riesenslalom sowie den 24. Platz im Parallelslalom. Bei den Snowboard-Weltmeisterschaften 2013 im Stoneham kam er auf den 32. Platz im Parallelslalom und auf den 22. Rang im Parallel-Riesenslalom. Seinen 56. und damit letzten Weltcup absolvierte er im Februar 2014 in Sudelfeld, welchen er auf dem 43. Platz im Parallel-Riesenslalom beendete.

## Teilnahmen an Weltmeisterschaften und Olympischen Winterspielen

### Olympische Winterspiele
- 2010 Vancouver: 24. Platz Parallel-Riesenslalom

### Snowboard-Weltmeisterschaften
- 2005 Whistler: 38. Platz Parallel-Riesenslalom, 39. Platz Parallelslalom
- 2009 Gangwon: 28. Platz Parallelslalom, 45. Platz Parallel-Riesenslalom
- 2011 La Molina: 24. Platz Parallelslalom, 31. Platz Parallel-Riesenslalom
- 2013 Stoneham: 22. Platz Parallel-Riesenslalom, 32. Platz Parallelslalom

## Weltcup-Gesamtplatzierungen
| Saison  | Gesamt | Gesamt | Parallel | Parallel |
| Saison  | Punkte | Platz  | Punkte   | Platz    |
| ------- | ------ | ------ | -------- | -------- |
| 2003/04 | -      | -      | 65       | 69.      |
| 2005/06 | 57     | 266.   | -        | -        |
| 2007/08 | 112    | 219.   | 112      | 53.      |
| 2008/09 | 255    | 188.   | 255      | 41.      |
| 2009/10 | 478    | 129.   | 478      | 36.      |
| 2010/11 | -      | -      | 490      | 31.      |
| 2011/12 | –      | –      | 19       | 69.      |
| 2013/14 | –      | –      | 138      | 47.      |